# Тамело (Орегон)
Тамело (англ. Tumalo) — переписна місцевість (CDP) в США, в окрузі Дешутс штату Орегон. Населення — 558 осіб (2020).

## Географія
Тамело розташоване за координатами 44°9′22″ пн. ш. 121°19′41″ зх. д. / 44.15611° пн. ш. 121.32806° зх. д. (44.156065, -121.327985).  За даними Бюро перепису населення США в 2010 році переписна місцевість мала площу 4,42 км², уся площа — суходіл.

## Демографія
Згідно з переписом 2010 року, у переписній місцевості мешкало 488 осіб у 213 домогосподарствах у складі 141 родини. Густота населення становила 110 осіб/км².  Було 232 помешкання (52/км²).
Расовий склад населення:
| - 95,7 % — білих - 0,8 % — корінних американців - 0,2 % — чорних або афроамериканців - 0,2 % — азіатів |

До двох чи більше рас належало 3,1 %. Частка іспаномовних становила 3,3 % від усіх жителів.
За віковим діапазоном населення розподілялося таким чином: 14,5 % — особи молодші 18 років, 66,4 % — особи у віці 18—64 років, 19,1 % — особи у віці 65 років та старші. Медіана віку мешканця становила 50,9 року. На 100 осіб жіночої статі у переписній місцевості припадало 98,4 чоловіків;  на 100 жінок у віці від 18 років та старших — 97,6 чоловіків також старших 18 років.
Середній дохід на одне домашнє господарство  становив 119 662 долари США (медіана — 125 625), а середній дохід на одну сім'ю — 155 185 доларів (медіана — 163 697). За межею бідності перебувало 5,2 % осіб, у тому числі 0,0 % дітей у віці до 18 років та 0,0 % осіб у віці 65 років та старших.
Цивільне працевлаштоване населення становило 366 осіб. Основні галузі зайнятості: освіта, охорона здоров'я та соціальна допомога — 59,0 %, роздрібна торгівля — 20,5 %, науковці, спеціалісти, менеджери — 7,7 %, виробництво — 5,7 %.